# Magnetism

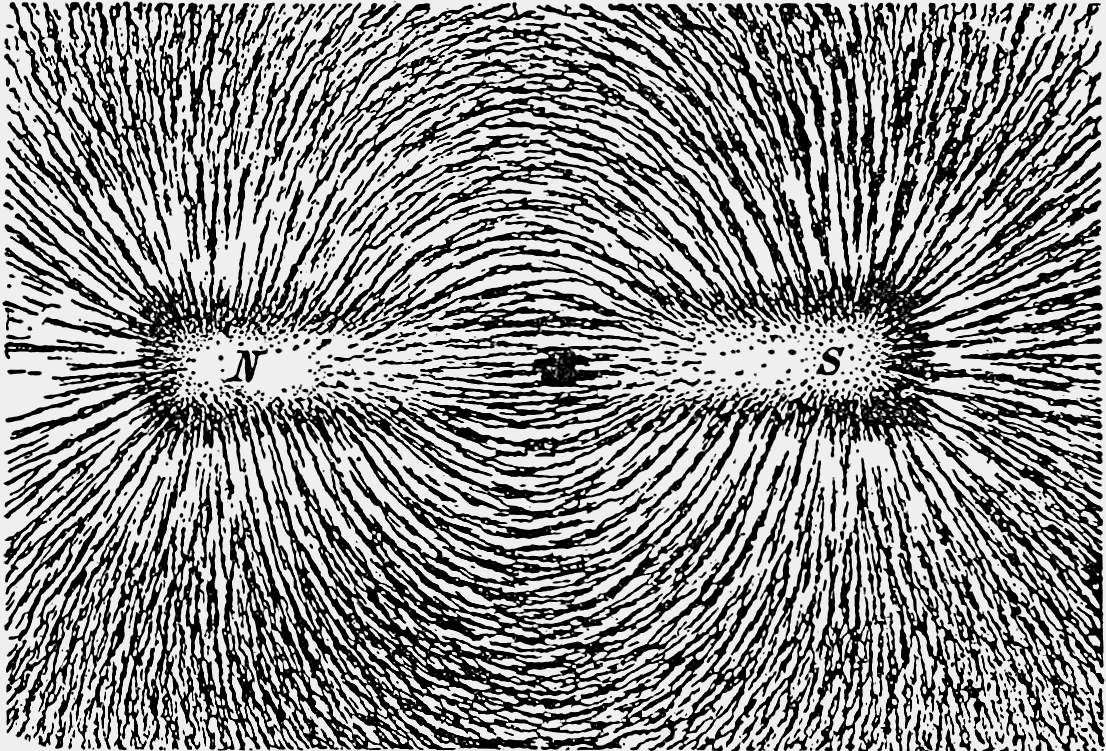
Linii de forță ale cîmpului magnetic creat de un magnet în formă de bară, vizualizate cu ajutorul piliturii de fier.

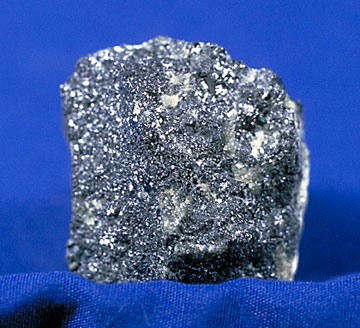
Magnetit, un mineral magnetic natural.

Magnetismul este unul dintre fenomenele care se manifestă prin forțe de atracție sau respingere între corpuri; forțele magnetice își au originea în mișcarea electronilor sau a altor particule cu sarcină electrică. Atunci când magnetismul este produs de sarcini electrice libere, de exemplu în curentul electric, în plasmă sau în fluxuri de particule încărcate electric, fenomenul se numește electromagnetism. Și electronii aflați în mișcare orbitală în atom produc magnetism; acesta este mai lesne de observat în magneții permanenți, de exemplu în mineralele naturale precum magnetitul (un oxid de fier, Fe3O4) sau în fier și unele aliaje ale sale (inclusiv o parte din oțeluri) care pot fi magnetizate. Magneții permanenți (materiale care pot fi magnetizate de un câmp magnetic extern și care au proprietatea de a rămâne magnetizate și a emite câmp magnetic chiar și după înlăturarea câmpului extern ) au câmpuri magnetice persistente cauzate de efectul numit feromagnetism. Magnetismul se manifestă și sub formă de lichide magnetice.
| Unități SI în electromagnetism | Unități SI în electromagnetism                                            | Unități SI în electromagnetism | Unități SI în electromagnetism | Unități SI în electromagnetism  |
| Simbol mărime                  | Mărime electrică                                                          | Unitate de măsură (UM)         | Simbol UM                      | Transformare în UM fundamentale |
| ------------------------------ | ------------------------------------------------------------------------- | ------------------------------ | ------------------------------ | ------------------------------- |
| I                              | Intensitatea curentului electric                                          | amper                          | A                              | A = W/V = C/s                   |
| q                              | Cantitate de electricitate                                                | coulomb                        | C                              | A·s                             |
| U                              | Diferență de potențial; Forță electromotoare                              | volt                           | V                              | J/C = kg·m2·s−3·A−1             |
| R, Z, X                        | Rezistență, Impedanță, Reactanță                                          | ohm                            | Ω                              | V/A = kg·m2·s−3·A−2             |
| ρ                              | Rezistivitate                                                             | ohm metru                      | Ω·m                            | kg·m3·s−3·A−2                   |
| P                              | Putere electrică                                                          | watt                           | W                              | V·A = kg·m2·s−3                 |
| C                              | Capacitate electrică                                                      | farad                          | F                              | C/V = kg−1·m−2·A2·s4            |
|                                | Elastanță                                                                 | 1 / farad                      | F−1                            | V/C = kg·m2·A−2·s−4             |
| ε                              | Permitivitate                                                             | farad pe metru                 | F/m                            | kg−1·m−3·A2·s4                  |
| χe                             | Susceptibilitate electrică                                                | (adimensional)                 | -                              | -                               |
| G, Y, B                        | Conductanță, Admitanță, Susceptanță                                       | siemens                        | S                              | Ω−1 = kg−1·m−2·s3·A2            |
| σ                              | Conductivitate                                                            | siemens pe metru               | S/m                            | kg−1·m−3·s3·A2                  |
| H                              | Câmp magnetic, Intensitatea câmpului magnetic                             | amper pe metru                 | A/m                            | A·m−1                           |
| Φm                             | Flux magnetic                                                             | weber                          | Wb                             | V·s = kg·m2·s−2·A−1             |
| B                              | Densitatea fluxului magnetic, Inducție magnetică, Forța câmpului magnetic | tesla                          | T                              | Wb/m2 = kg·s−2·A−1              |
|                                | Reluctanță                                                                | amper pe weber                 | A/Wb                           | kg−1·m−2·s2·A2                  |
| L                              | Inductanță                                                                | henry                          | H                              | Wb/A = V·s/A = kg·m2·s−2·A−2    |
| μ                              | Permeabilitate                                                            | henry pe metru                 | H/m                            | kg·m·s−2·A−2                    |
| χm                             | Susceptibilitate magnetică                                                | (adimensional)                 | -                              | -                               |

## Dipol și monopol magnetic
Magnetismul se manifestă ca dipoli. Totusi unii fizicieni au prezis existenta monopolilor magnetici, un concept analog sarcinii electrice.

## Tipuri de magnetism

### Feromagnetism
Feromagnetismul (incluzând și ferimagnetismul) este cel mai frecvent întâlnit și cel mai puternic tip de magnetism responsabil pentru ceea ce este numit în mod curent fenomen magnetic. Nu toate substanțele sunt feromagnetice, ci doar anumite metale cum ar fi fierul, nichelul, cobaltul și majoritatea aliajelor lor, care formează magneți permanenți prin magnetizarea lor sau sunt atrași de magneți.
 Alte substanțe răspund foarte slab la câmpul magnetic sub acțiunea altor două forme de magnetism și anume paramagnetismul și diamagnetismul, dar forțele sunt atât de slabe încât pot fi detectate doar cu ajutorul unor instrumente sensibile de laborator.

### Diamagnetism
Diamagnetismul apare la toate materialele în care există tendința acestora de a se opune câmpului magnetic aplicat și, de asemenea, de a fi respins de un câmp magnetic. În materialele diamagnetice nu există electroni nepereche.